# Bureå socken
Bureå socken i Västerbotten uppgick 1967 i Skellefteå stad och området ingår sedan 1971 i Skellefteå kommun och motsvarar från 2016 Bureå distrikt.
Socknens areal var 305,30 kvadratkilometer, varav 278,30 land. År 2000 fanns här 4 603 invånare. Tätorten Örviken samt tätorten och kyrkbyn Bureå med sockenkyrkan Bureå kyrka ligger i socknen. 

## Administrativ historik
Bureå landskommun bildades 1914 genom en utbrytning ur Skellefteå landskommun. Bureå församling bildades 1922 genom utbrytning ur Skellefteå landsförsamling. Landskommunen uppgick 1967 i Skellefteå stad som 1971 ombildades till Skellefteå kommun.
1 januari 2016 inrättades distriktet Bureå, med samma omfattning som församlingen hade 1999/2000.
Socknen har tillhört fögderier, tingslag och domsagor enligt vad som beskrivs i artikeln Västerbotten.

## Geografi
Bureå socken ligger vid kusten söder om Skellefteå kring Bureälvens mynning. Socknen är en sjörik kustsälätt.

## Fornlämningar
Gravrösen är funna vid bronsålderns och äldre järnålderns strandlinje. Dessutom är några lösfynd från stenåldern är funna.

## Namnet
Namnet (1507 Bwre) kommer från kyrkbyn som i sin tur kommer från ett äldre namn på Bureälven, Buran. Namnet Bura(n) antas vara ljudhärmande som burra, 'surra, bullra'. 

## Befolkningsutveckling
| Befolkningsutvecklingen i Bureå socken 1920–1990              | Befolkningsutvecklingen i Bureå socken 1920–1990 | Befolkningsutvecklingen i Bureå socken 1920–1990 | Befolkningsutvecklingen i Bureå socken 1920–1990 | Befolkningsutvecklingen i Bureå socken 1920–1990 |
| ------------------------------------------------------------- | ------------------------------------------------ | ------------------------------------------------ | ------------------------------------------------ | ------------------------------------------------ |
|                                                               |                                                  |                                                  |                                                  |                                                  |
| År                                                            |                                                  |                                                  | Folkmängd                                        |                                                  |
| 1920                                                          | 1920                                             |                                                  | 5 071                                            |                                                  |
| 1930                                                          | 1930                                             |                                                  | 6 043                                            |                                                  |
| 1940                                                          | 1940                                             |                                                  | 6 017                                            |                                                  |
| 1950                                                          | 1950                                             |                                                  | 5 385                                            |                                                  |
| 1960                                                          | 1960                                             |                                                  | 5 015                                            |                                                  |
| 1970                                                          | 1970                                             |                                                  | 4 168                                            |                                                  |
| 1980                                                          | 1980                                             |                                                  | 4 738                                            |                                                  |
| 1990                                                          | 1990                                             |                                                  | 4 919                                            |                                                  |
| Anm: Källor: Demografiska databasen, CEDAR, Umeå universitet. |                                                  |                                                  |                                                  |                                                  |